# Peugeot JetForce
Der JetForce (auch Jet oder Jetty) ist ein inzwischen eingestellter Motorroller des französischen Fahrzeugherstellers Peugeot Motocycles. Wegen seiner Form erinnert der JetForce eher an ein Motorrad als an einen Roller. Er war einer der ersten Roller weltweit mit einem zentralen Federbein. Vom JetForce existieren fünf verschiedenen Ausführungen.

## Modelle

### 50 C-Tech

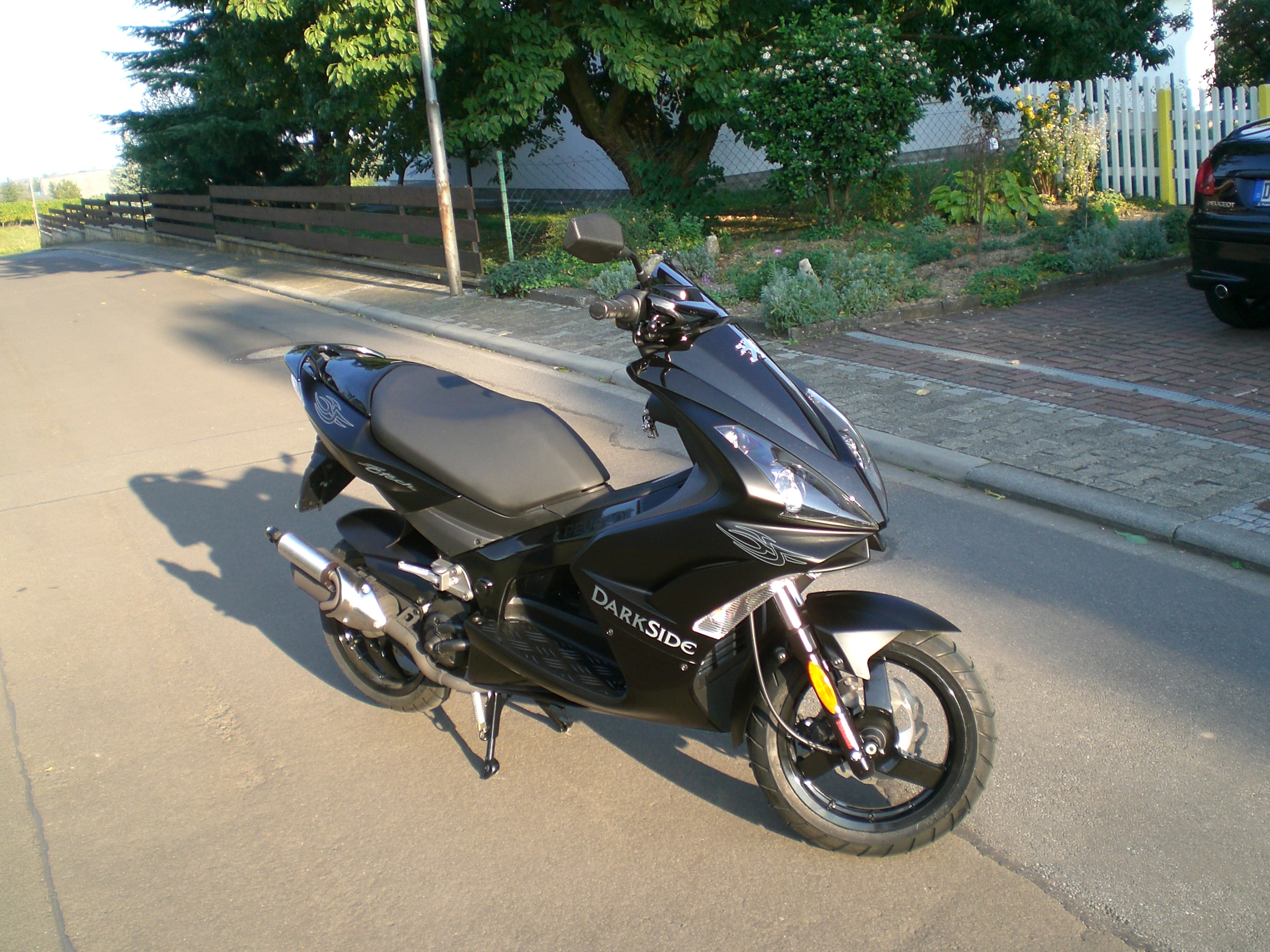
C-Tech Darkside

Der JetForce 50 C-Tech war die meistverkaufte Variante des JetForce. Die Nennleistung des wassergekühlten liegenden 50-cm³-Vergasermotors liegt bei 3,6 kW (4,9 PS). Er ist somit vor dem Gilera Runner der leistungsstärkste Roller mit Vergasermotor in der 50-cm³-Klasse. Es gab jährlich wechselnde Farben und Sonderausführungen des C-Tech. Sie unterscheiden sich nur in der Farbkombination und einigen Kleinigkeiten, wie zum Beispiel Aluminiumtrittbretter, eine Shuricanebremsscheibe, Vibrationsdämpfer an den Lenkerenden oder Teile aus kohlenstofffaserverstärktem Kunststoff im Cockpit, vom normalen C-Tech. Den Motor des C-Tech verwendete Peugeot auch in den Modellen Ludix und Vivacity (luftgekühlt), sowie Ludix Blaster (wassergekühlt) und Speedfight 3 (luft-/wassergekühlt). Der Roller hat ein Helmfach unter der Sitzbank. Die Produktion dieses Modells wurde 2015 eingestellt.

### 50 TSDI
Der JetForce 50 TSDI hat wie der C-Tech einen 50-cm³-Motor. Statt eines Vergasers findet man bei ihm jedoch ein Einspritzsystem. Das hat einen geringeren Kraftstoffverbrauch zur Folge. Außerdem hat er einen Bordcomputer neben digitalem Tacho und analogem Drehzahlmesser. Auch war hier das Verbundbremssystem SBC erhältlich. Jedoch lässt sich der Roller nicht besonders gut tunen. Peugeot hat die Produktion des TSDIs aufgrund vieler Mängel in der Einspritzelektronik eingestellt.

### 125 EFI
Der JetForce 125 cm³ EFI (Electronic Fuel Injection) hat eine Einspritzanlage. Zu erhalten war er auch mit Antiblockiersystem. Die Leistung des wassergekühlten Viertaktmotors liegt bei 9 kW (12,2 PS).
Der EFI fiel 2008 aus dem Programm, weil er die Abgasgrenzwerte der Euro 3-Norm überschritt.

### 125 EFI Kompressor

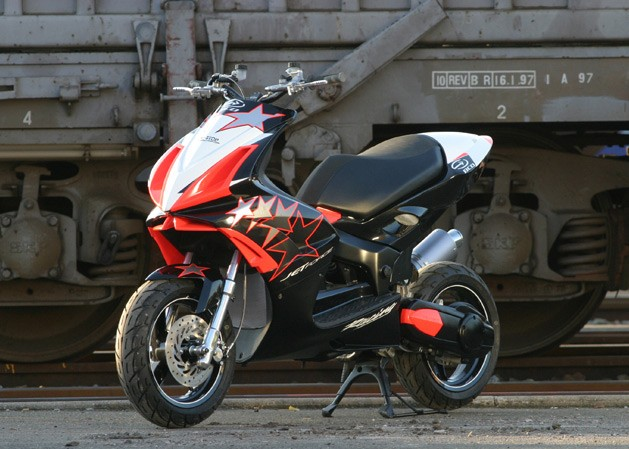
Peugeot JetForce

Der JetForce 125 EFI Kompressor hat wie der JetForce 125 EFI einen wassergekühlten 125-cm³-Motor. Peugeot baute als erster Hersteller einen Kompressor (Roots-Gebläse) an einen 125-cm³-Motor, wodurch er bis zu 15 kW (20,4 PS) leistet. Erhältlich waren eine 11-kW- (K15) und eine 15-kW-Version (K20), wobei die K20-Version frühzeitig aufgrund sehr geringer Verkaufszahlen aus dem Programm genommen wurde. Er wurde von 2003 bis 2007 gebaut.
Seit dem 1. Januar 2008 darf der JetForce K nicht mehr „neu“ zugelassen werden, weil er nur die Abgasnorm Euro 2 erfüllt. Bei den derzeit als „neu“ angebotenen Modellen handelt es sich um Tageszulassungen. Der Roller mit Kompressor fiel 2008 zusammen mit dem fast baugleichen mit EFI aus dem Programm.

### H2i
Der JetForce H2i ist eine Neuentwicklung und keine Weiterentwicklung des TSDI-Systems. Seine neuartige Niederdruck-Einspritztechnik wurde von der englischen Firma Scion-Sprays entwickelt, da Peugeot das Einspritzprinzip bei Zweitaktern aufgrund seiner vielen Vorteile (höhere Leistung, geringerer Verbrauch und längere Motorlebensdauer) weiter nutzen wollte. Auch die Einhaltung der ab 2012 geltenden Abgasnorm Euro 3 spielte bei Peugeot eine große Rolle, die Einspritztechnik weiter zu verfolgen.
Beim Einspritzsystem des JetForce H2i handelt es sich um eine Impulspumpen-Einspritzung. Bei dieser Technik übernehmen Niederdruck-Impulspumpen die Aufgabe des Vergasers, indem diese fest definierte Mengen von Benzin und Öl abhängig von verschiedenen Faktoren (Gasgriffstellung des neuartigen Fly-by-Wire-Gasgriffes, Motortemperatur oder Fahrsituation) unterschiedlich oft in den Ansaugstutzen einspritzen. Dieses Verfahren bringt viele Vorteile, wie ein – im Vergleich zum JetForce C-Tech – 30 % geringerer Benzin- und Ölverbrauch, höhere Leistung und längere Motorlebensdauer. Auch die Euro-3-Abgasnorm kann so erfüllt werden.
Mit dem Verkauf des JetForce H2i wurde im Frühling 2013 begonnen. Kurze Zeit später wurde er allerdings aufgegeben.

## Technische Daten
|                       | JetForce 50 C-Tech                                                         | JetForce 125 EFI Compressor                          |
| --------------------- | -------------------------------------------------------------------------- | ---------------------------------------------------- |
| Motor                 | 1-Zylinder, 2-Takt, liegend                                                | 1 Zylinder, 4-Takt, liegend mit Kompressor           |
| Hubraum               | 50 cm³                                                                     | 124,8 cm³                                            |
| Höchstgeschwindigkeit | Mofa: 25 km/h Roller: 45 km/h Ohne Drosseln und Sportauspuff: 80–90 km/h   | 112 km/h                                             |
| Kühlung               | Wasser                                                                     | Wasser                                               |
| Leistung              | 3,6 kW (4,9 PS)                                                            | 11 kW (15 PS) bei 7700/min                           |
| Starter               | Elektro, Kickstarter                                                       | Elektro                                              |
| Gemischaufbereitung   | Gurtner-Vergaser 14 mm mit Startautomatik                                  | EFI „Electronic Fuel Injection“/Saugrohreinspritzung |
| Hauptdüse             | Größe 54 (Standard; teilweise auch 55 oder 56)                             |                                                      |
| Kraftstoff            | Super Bleifrei, E10-tauglich                                               | Super Bleifrei / Bleifrei                            |
| Tankinhalt            | Benzin: 7,8 l Öl: 1,3 l                                                    | 8 l                                                  |
| Zündung               | Transistorzündanlage                                                       | Transistorzündanlage                                 |
| Zündkerze             | NGK CR7EB (Für Mofadrossel: CR6E)                                          |                                                      |
| Zündkerzenstecker     | LB05E                                                                      |                                                      |
| Abgasnorm             | Euro 2                                                                     | Euro 2                                               |
| Vorderradaufhängung   | Hydraulik-Teleskopgabel                                                    | Hydraulisch gedämpfte Gabel (36 mm Durchm.)          |
| Hinterradaufhängung   | hydraulische gedämpftes Zentralfederbein                                   | hydraulische gedämpftes Zentralfederbein             |
| Bremsen (v/h)         | Scheibe 226 mm / Scheibe 190 mm                                            | Scheibe 226 mm / Scheibe 210 mm                      |
| Reifen vorn           | 120/70-12                                                                  | 130/60-13                                            |
| Reifen hinten         | 130/70-12                                                                  | 140/60-13                                            |
| Getriebe              | stufenlose Keilriemenautomatik                                             | stufenlose Keilriemenautomatik                       |
| Batterie              |                                                                            | 12V/12Ah                                             |
| Beleuchtung vorne     | HSI35/35W                                                                  |                                                      |
| Beleuchtung hinten    | Sockel BAY15D Bezeichnung P21/5W                                           |                                                      |
| Cockpit               | analoges Cockpit mit Tachometer, Benzinanzeige und Wassertemperaturanzeige |                                                      |
| Sitzhöhe              |                                                                            | 820 mm                                               |
| Leergewicht           | 108 kg                                                                     | 149 kg                                               |
| Farbkombinationen     |                                                                            | Grau-Silber und Silber-Rot                           |